# عبدالرحمان السعدی
شیخ عبدالرحمان ابن ناصر السعدی، عالم اسلامی، نویسنده و معلم اهل عربستان سعودی بود. او که در شهر عنیزه می‌زیست، بیش از ۴۰ کتاب در زمینه‌های مختلف از جمله تفسیر و فقه و عقیده نوشت. السعدی در زمینهٔ تفسیر شخص اثرگذاری بود و کتاب تفسیر او به‌نامتیسیر تلکریم الرحمان را از محبوب‌ترین تفسیرهای سلفیان در دوران معاصر دانسته‌اند. او امام و خطیب بزرگ‌ترین مسجد جامع عنیزه و مدیر مدرسه دینی «مهد العلم» در شهر عنیزه بود.

## آغاز زندگی
السعدی در عنیزه در منطقهٔ القصیم در عربستان سعودی به‌تاریخ ۷ سپتامبر ۱۸۸۹ میلادی متولد شد. پدرش «ناصر السعدی» امام و واعظ مسجدی در عنیزه بود. مادرش فاطمه بنت عبدالله عثیمین هنگامی‌که او چهار ساله بود، درگذشت و پدرش را در هفت سالگی از دست داد. او را دومین زن پدرش نگهداری می‌کرد و سپس‌تر بزرگ‌ترین برادرش، حامد بن ناصر السعدی سرپرستی‌اش را بر عهده گرفت.
السعدی قرآن را در ۱۱ سالگی حفظ کرد و تعلیمات دینی را از معلمان محل زندگی‌اش آموخت. هنگامی‌که نوجوان بود، هم‌شاگردی‌هایش از او برای یادگیری دروس کمک می‌طلبیدند.

## معلّمان
سعدی معلّمانی داشت، از جمله:
•شیخ عبدالکریم ابن شبل که زبان عربی، فقه و اصول فقه را از او آموخت.
• شیخ عبدالله ابن عایض که زبان عربی، فقه و اصول فقه را از او آموخت.
• شیخ ابراهیم ابن حمد ابن جاسر که تفسیر، حدیث و علوم حدیث را از او تعلیم دید.
• شیخ صعب التویجیری که فقه و اصول فقه را از او یاد گرفت.
• شیخ علی ابن محمد النسایی که اصول دین را از او آموخت.
• شیخ علی ابن ناصر ابن وادی که حدیث، تفسیر، اصول تفسیر، اصول حدیث را به السعدی آموزاند.
• شیخ محمد الامین الشنقیطی که تفسیر و حدیث و مصطلح الحدیث و نیز زبان عربی را از او آموخت.
• شیخ صالح ابن صالح عثمان القاضی (قاضی عنیزه) که به السعدی توحید و تفسیر و اصول فقه و نیز زبان عربی را به السعدی آموزش داد.
• شیخ محمد المانع که زبان عربی را از او یاد گرفت.
• شیخ ابراهیم بن صالح بن عیسی که اصول دین را از او آموخت.
هر یک از معلمان او دروس تخصصی‌شان را به او می‌آموزاندند. ابن شبل، ابن عایض، التویجیری و صالح بن عثمان که در فقه و اصول فقه تخصص داشتند. ابن وادی و ابن جاسر که در تفسیر، حدیث و علم حدیث متخصص بودند. النسایی که در توحید چیره‌دست بود. الشنقیطی و المانع که عربی را استاد بودند.
معلمان السعدی درمناطق مختلفی ازجمله حجاز، مصر، عراق، سوریه، هند و موریتانی تحصیل کرده بودند. بنابراین السعدی در معرض یادگیری از منابع علمیِ خارج از منطقهٔ خودش (نجد) قرار گرفت؛ بی‌آنکه به این مناطق سفر کند.
در میان همهٔ استادانش، السعدی بیش از همه نزد صالح بن عثمان القاضی (قاضی عنیزه و امام مسجد جامع عنیزه) درس آموخت و تا زمان مرگ القاضی در سال ۱۳۵۱/۱۹۳۲ شاگردش بود.
السعدی نزد شیخ محمد الامین الشنقیطی هنگامی‌که در سال ۱۳۳۰/۱۹۱۱ برای تدریس به عنیزه آمد، درس خواند.
السعدی همچنین علاقه بسیاری به نوشته‌های ابن تیمیه و ابن القیم داشت و بسیار از نوشته‌هایشان تأثیر پذیرفت.

## زندگی حرفه‌ای
السعدی تدریس را رسماً در ۲۳ سالگی آغاز کرد ولی همچنان به‌عنوان دانش‌آموز در برخی کلاس‌ها حضور می‌یافت. در سال ۱۳۵۰/۱۹۳۱ وقت خودش را کاملاً به تدریس، نوشتن، صدور فتوا اختصاص داد.
در سال ۱۳۵۴/۱۹۳۵ السعدی تفسیر ۸ درجه‌ای خودش از قرآن به‌نام تیسیر الکریم الرحمان را کامل کرد. تیسر الکریم الرحمان را از محبوب‌ترین تفسیرهایی که علمای سلفی نوشته‌اند، می‌دانند.
در سال ۱۳۶۰ قمری/۱۹۴۱ میلادی، السعدی کتابخانه‌ای عمومی در شهر عنیزه با بودجه‌ای که از فرماندار تأنین شده بود، برپا کرد. این کتابخانه افزوده‌ای برای مسجد جامع شهر و نخستین کتابخانهٔ عمومی منطقهٔ نجد بود.
در سال ۱۳۶۰ قمری/۱۹۴۲ میلادی السعدی برای کار قضاوت در عنیزه برگزیده شد، ولی او نپذیرفت. در رمضان ۱۳۶۱ قمری/۱۹۴۲ میلادی او را به‌عنوان امام و خطیب بزرگ‌ترین مسجد جامع شهر تعیین کردند که او ایم کنصب را تا زمان مرگ در سال ۱۳۷۶ قمری/۱۹۵۶ میلادی برعهده داشت.
به‌طور سنتی اما و خطیب بودن در به جایگاه قاضی ربط داشت. یعنی امام مسجد جامع باید قاضی شهر نیز می‌بود. ولی سعدی این کار را نکرد و این دو جایگاه از همان زمان مجزا شده‌اند.
در سال ۱۳۷۳قمری/۱۹۵۳میلادی السعدی به‌عنوان مدیر آموزشی مدرسهٔ دینی «مهد العلم» برگزیده شد.
علیٰ‌رغم اینکه به او پیشنهاد حقوق ۱۰۰۰ ریالی در ماه را دادند (که در آن زمان مبلغ زیادی بود)، ولی او سِمَت مدیریت مدرسه را برگزید تا هیچ حقوقی نگیرد.

## توجه به مشکلات معاصر
السعدی به مسائل و مشکلات دورهٔ جدید توجه نشان می‌داد. در سال ۱۳۷۶ قمری/۱۹۵۹ میلادی اثر کوچکی دربارهٔ ممنوعیت سیگار کشیدن و زیان‌های روحی، جسمی و مالی سیگار تألیف کرد. او همچنین عمل پیوند عضو را که نسبتاً جدید بود، یر اساس قوانین اسلامی مجاز می‌دانست.

## مذهب
السعدی در مذهب حنبلی رشد یافت که مذهب غالب در منطقهٔ نجد بود. در دوران جوانی شعری ۴۰۰ بیتی دربارهٔ قوانین مذهب حنبلی نوشت.
از آنجا که تحت تأثیر ابن تیمیه و ابن قیم بود، کاملاً به مذهب حنبلی مقید نبود و گاهی وقت‌ها دیدگاه‌هایی متفاوت از مذهب حنبلی اتخاذ می‌کرد. و معمولاً دیدگاه ابن تیمیه را اتخاذ می‌کرد.

## شاگردان ممتاز
السعدی حداقل ۳۵ نفر را تدریس کرد که سپس‌تر امام، خطیب، قاضی یا معلم شدند. دانشنامه‌ای از زندگی‌نامهٔ علمای نجد ۱۴۰ تن از شاگردان السعدی را ذکر کرده است. از شاگردان شناخته‌شده‌اش شیخ محمد ابن صالح العثیمین، شیخ عبدالله ابن عبدالعزیز العقیل و شیخ عبدالله ابن عبدالرحمان البسام می‌باشند. السعدی، العثیمین را به‌عنوان جانشین خودش برای معلمی و خطیب بودن در مسجد جامع پس از مرگ برگزید.
شهرت و خوشنامی السعدی به‌عنوان معلم و نویسنده، دانش‌آموزانی را نه‌تنها از منطقهٔ نجد بلکه از دیگر مناطق جذب کرد. او مرتباً نامه‌هایی را که از شبه‌جزیره عربستان و هند دریافت می‌کرد، پاسخ می‌داد. کتابی حجیم که فتواهای السعدی در نامه‌ها و مکاتباتش در آن گرد آوری شد، پس از مرگش تحت عنوان «الفتاوا السعدیة» چاپ شد. تأثیرگذاری و محبوبیت السعدی در زمان حیاتش غالبا به استفادهٔ سریع و به‌موقع او از فناوری‌های جدید برای اشاعهٔ علوم دینی نسبت داده می‌شود

## پذیرفتن فناوری‌های جدید
السعدی شخص مهمی در حوزهٔ پذیرش و تأیید فناوری‌های نوین برای اشاعهٔ علوم دینی بود.
السعدی نخستین شخصی بود که بلندگوها را به شهر عنیزه شناساند که در ابتدا با مخالفت‌هایی مواجه شد.
السعدی واکنش نشان داد و خطبه‌ای با بلندگو مبنی‌بر فواید استفاده از فناوری‌های جدید برای اشاعهٔ علوم دینی ایراد کرد.
در سال ۱۳۷۵ قمری/ ۱۹۵۵ میلادی سعدی کتابی تحت عنوان «براهین قرآنی‌ای که علوم سودمند معاصر بخشی از اسلام هستند». در این کتاب در واکنش به مخالفت‌های آن زمان بیان شده‌است که علوم نوین و علوم صنعتی بخشی از اسلام هستند.

## آثار نوشته‌شده
السعدی بیش از ۴۰ کتاب در زمینه‌های مختلف از جمله تفسیر، فقه، عقیده و حدیث نوشت. او بیشتر آثارش را پس از ۴۰ سالگی‌اش نوشت.
برخی از آثار او:
•تیسیرالکریم الرحمان که در هشت جلد همهٔ قرآن را تفسیر کرده است و در سال ۱۳۴۴ قمری کامل شد.
•تیسیر اللطیف المنّان، تفسیر موضوعی از جزءهای برگزیدهٔ قرآن.
•القواعد الحسان لتفسیر القرآن که دربارهٔ اصول تفسیر است و در سال ۱۳۶۶ قمری به‌رایگان توزیع شد.
•التوضیح والبیان لشجرة الایمان، راجع‌به عقیده.
•مختصر الاصول الفقه، اثری دربارهٔ اصول فقه.
•بهجة القلوب الابرار که ۹۹ حدیث در آن گردآوری شده است.
•منهج السالکین، در زمینهٔ فقه است.
شرح‌ها و تفسیرها:
•الحق الواضح المبین فی شرح التوحید الانبیا والمرسلین که در زمینهٔ عقیده است و شرح بخشی از «نونیه» ابن قیم است.
•توضیح الکافیة الشافعیة؛ بازنویسی نظم «نونیه» ابن قیم به نثر.
•القول السدید فی مقاصد التوحید، شرحی بر کتاب التوحید محمد بن عبدالوهاب.
•التنبیهات الطیفة؛ شرحی بر العقیدة الوسیطیة از ابن تیمیه.

## بیماری و مرگ
در سال ۱۳۷۱ قمری/۱۹۵۰ میلادی دچار بیماری فشار خون و تصلب شراین شد. شاه سعود پس از باخبر شدن از این وضعیت، دو پزشک با جت شخصی‌اش فرستاد تا او را درمان کنند. پزشکان پیشنهاد دادند که در لبنان درمان شود. دو پزشک و السعدی بهلبنان رفتند (سال ۱۳۷۳ قمری/۱۹۵۳ میلادی) و یک ماه آنجا بودند. در این مدت السعدی بهبود یافت؛ اما به او توصیه کردند که فعالیت کمتری داشته باشد. ولی السعدی پس از برگشتن به عنیزه، فعالیت معمول خود را به‌عنوان امام، خطیب معلم ونویسنده ادامه داد. السعدی در سال ۱۳۷۶ قمری/۱۹۵۷ میلادی بر اثر همین بیماری‌ها درگذشت.

## حاشیه‌ها و جنجال‌ها
در سال ۱۳۵۹ قمری/۱۹۴۰ میلادی السعدی کتابی دربارهٔ یأجوج و مأجوج نوشت و در این کتاب بر اساس شواهد دینی و جغرافیایی استدلال کرد که قوم یأجوج و مأجوج از سدّی که جلوگیرشان بود، عبور کرده‌اند و از مرزهایشان فراتر رفته‌اند و با دیگر قوم‌های ملحد و بی‌دین ممزوج شده‌اند. خبر ادعاهای السعدی در کتابش در نجد منتشر شد و منجر به اختلافات شدیدی میان موافقان و مخالفان گفته‌های السعدی شد و همتایان السعدی نیز انتقادات زیادی به او وارد کردند. اختلافات همچنان ادامه یافت تا اینکه ملک عبدالعزیز از مسئله آگاه شد. السعدی دعوت شد تا در ریاض با ملک عبدالعزیز ملاقات کند. السعدی به‌تنهایی سفر کرد. ملک عبدالعزیز و مهمانانی که آنجا بودند، مهمان‌نوازانه از او پذیرایی کردند. شاه از السعدی خواست که از این قضیه به‌خاطر جنجال‌هایی که به‌وجود آورده است، دست بردارد. السعدی پذیرفت و گفت انتظار نداشت که از چنین مسئله کوچکی که که برای پژوهش علمی انجام شده، چنین وضعیتی به‌وجود بیاید. عاقبت السعدی این کتاب را منتشر نکرد و هیچ محتوایی از این کتاب را در آثار نوشتاری یا تدریس‌هایش بیان نکرد. اگرچه کسی ندیده است که دیدگاه‌های بیان‌شده در کتابش را انکار کند.
السعدی نخستین کسی بود که بلندگوها را به عنیزه آورد که ابتدائاً با مقامت‌هایی روبه‌رو شد. به‌واکنش السعدی خطبه‌ای مبنی‌بر فواید استفاده از فناوری‌های نوین برای گستراندن آموزه‌های دینی ایراد کرد.
السعدی پیوند عضو را مجاز دانست که در زمان او حکم مناقشه‌انگیزی بود

## میراث
در نوامبر ۲۰۱۹ دانشگاه قصیم کنفرانسی دو روزه تحت عنوان عالم ممتاز شیخ عبدالرحمان السعدی و تأثیرش بر ترویج علوم دینی برگزار کرد. این کنفرانس را رئیس مدیریت کل امور خرمین شریفین عبدالرحمان بن عبدالعزیز السُدیس برپا کرد و سخنرانی‌هایی را نیز مفتی اعظم عربستان سعودی عبدالعزیز بن عبدالله الشیخ، عضو شورای علمای ارشد سعد بن ناصر الشثری و فرماندار منطقه قصیم انجام دادند. هدف این کنفرانس تبیین میراث السعدی و تشویق به انجام دادن پژوهش‌های بیشتر برای اندیشه‌ها و دیدگاه‌های شرعی اوبود.
السعدی سه پسر داشت: عبدالله، محمد و احمد. عبدالله (درگذشته در ۱۴۰۵ قمری/۱۹۸۴میلادی) دانشجوی علوم دینی بود برخی از نوشته‌های پدرش را پس از مرگ او منتشر کرد.